# 逢坂良太
逢坂良太（日语：／ Ōsaka Ryōta，1986年8月2日—），日本男性配音員。出身於德岛县，目前隸屬於EARLY WING。

## 概要

### 來歷
- 原本只是很喜歡動畫，並沒有以成為聲優為目標，但是在高中的入學式突然覺得「要成為聲優」為目標。在家鄉的工業高中畢業後，就和一起想要成為聲優的朋友一起來到東京，在日本工學院八王子專門學校舞台科花了兩年學習舞台的基礎，最後在專門學校畢業後就到了事務所參加考試，但是不幸落選。之後參加了EARLY WING的追加面試，得到了正選[5]。
- 在2012年4月中，《釣球》的真田雪是成為聲優後的第一次主役。
- 在2015年的第9回聲優獎獲得新人男優賞。[6]

### 人物
- 興趣是散步和電玩[7]，假日會花數個小時散步。
- 喜歡的歌手是JAM Project。
- 有一個姐姐和一個弟弟。
- 喜歡玩永恆傳奇，甚至列入喜歡的遊戲前三名。
- 2019年10月23日，沼倉愛美宣布與其成婚[8]。

## 演出作品
※粗體字表示說明飾演的主要角色。

### 電視動畫
2011年
- 死囚樂園（墓守隊員）
- 少年同盟（（拿著）塑料模型（的漫研部員））
- 战国☆天堂 -极-（前田慶次）
- 純白交響曲（水原浩一、男學生）

2012年
- 妖狐×僕SS（男子）
- 少年同盟2（聰、男學生1、夫）
- SKET DANCE 第2季（加藤希里）
- 一起一起這裡那裡（男學生）
- 夏色奇蹟（男學生）
- 釣球（真田雪）
- 光明之心 ～幸福的麵包～（約翰）
- 冰菓（男子籃球隊隊員）
- Muv-Luv Alternative Total Eclipse（作業員）
- 無賴勇者的鬼畜美學（學生、青年、管理員）
- 刀劍神域（金本敦）
- 偵探歌劇 少女福爾摩斯 Alternative ONE 〜小林歌劇與5幅繪畫〜（蒸汽船船員）
- 來自新世界（稻葉良（14歳））
- 鄰座的怪同學（佐佐原宗平）
- 就算是哥哥，有愛就沒問題了，對吧（姬小路秋人）
- 出包王女DARKNESS（男學生們）
- Little Busters!（學生E、學生C）
- 只要妳說妳愛我（拓、男學生）
- 櫻花莊的寵物女孩（男子A、一年級男生）
- 最強學生會長 異常（百町破魔矢）

2013年
- 我女友與青梅竹馬的慘烈修羅場（季堂銳太）
- JOJO的奇妙冒險 戰鬥潮流（馬克）
- 花牌情緣2（田代、大野柾）
- 我的朋友很少NEXT（涼月冬馬）
- 打工吧！魔王大人（真奧貞夫〈魔王撒旦〉）
- 召喚惡魔Z（迦基爾）
- 進擊的巨人（馬可·博特、男）
- 翠星上的加爾岡緹亞（副官）
- 革命機Valvrave（時縞遙人）
- 紙箱戰機WARS（瀨名新）
- 新薔薇少女（櫻田純）
- 惡魔高校D×D NEW（瓦利·路西法）
- BLOOD LAD 血意少年（布拉德·查理·史塔兹）
- GATCHAMAN Crowds（橘清音）
- Super Seisyun Brothers -超青春姐弟s-（新本千嘉）
- 來自風平浪靜的明天（伊佐木要）
- 噬血狂襲（矢瀨基樹）
- 記錄的地平線（小龍）
- 鑽石王牌（澤村榮純）
- 魔奇少年 The Kingdom of Magic（斯芬托斯·卡門）
- 銀狐（藤村陽太）

2014年
- HAMATORA ─超能偵探社─（奈斯）
- 極黑的布倫希爾德（村上良太）
- 如果折斷她的旗（旗立颯太）
- 風雲維新大將軍（捨丸）
- 銀河騎士傳（谷風長道）
- Hunter × Hunter（「寅」關西）
- GLASSLIP（沖倉驅）
- 白銀的意志 ARGEVOLLEN（進時宗）
- 少年好萊塢 -HOLLY STAGE FOR 49-（風見颯）
- 電器街的漫畫店（海雄）
- GUNDAM G之复国运动（克里姆·尼克）
- 記錄的地平線 第二期（小龍）
- 四月是你的謊言（渡亮太）
- 熱情傳奇〜導師的黎明〜（米庫利歐）
- 虹色女孩☆鑽石星路 （一之瀨透也）

2015年
- 暗殺教室（磯貝悠馬）
- 少年好萊塢 -HOLLY STAGE FOR 50-（風見颯）
- ALDNOAH.ZERO 第2季（克蘭凱因）
- 黑子的籃球 第三季（黛千尋）
- 惡魔高校D×D BorN（瓦利·路西法）
- SHOW BY ROCK!!（海）
- 庭球社外傳 我是高宮茄乃！（押本陽太）
- 銀河騎士傳 第九行星戰役（谷風長道）
- 山田君與7人魔女（山田龍）
- 鑽石王牌 -SECOND SEASON-（澤村榮純）
- 潮與虎（杜綱悟）
- Charlotte（翔）
- 科學小飛俠Crowds insight（橘清音）
- 赤髮白雪姬（千·威斯塔利亞）
- 青年黑傑克（阿隆）
- 落第騎士英雄譚（黑鐵一輝）
- 進擊！巨人中學校（馬可·博特）
- 排球少年！！第二季（赤葦京治）

2016年
- 蠟筆小新（修理的大哥哥）
- 疾走王子Alternative（五十公野哉）
- 暗殺教室 第2期（磯貝悠馬）
- 最弱無敗神裝機龍（弗基爾·阿卡迪亞）
- 赤髮白雪姬 第2期（千·威斯塔利亞）
- 蒼之彼方的四重奏（日向晶也）
- 亞人（中島啟介）
- 迷家（嶺司）
- 甲鐵城的卡巴內里（巢刈）
- DAYS（石動亞土夢）
- SHOW BY ROCK!!SHORT!!（海）
- TABOO TATTOO－禁忌咒紋－（瓦爾瑪）
- 熱情傳奇 The X（米庫利歐）
- 機動戰士GUNDAM 鐵血的孤兒 第二期（哈舒·密迪）
- SHOW BY ROCK!!#（海）
- 刀劍亂舞－花丸－（獅子王）
- 青鬼～真·動畫～（浩）
- TRICKSTER －來自江戶川亂步「少年偵探團」－（花崎健介）
- Persona 5 the Animation -THE DAY BREAKERS-（卷上和也）
- ALL OUT!!（八王子睦）
- 排球少年！！烏野高中VS白鳥澤學園高中（赤葦京治）

2017年
- 進擊的巨人 Season 2（馬可·博特）
- 不正經的魔術講師與禁忌教典（克里斯多福·福勞爾）
- 青春歌舞伎（阿久津新[9]）
- 戀愛與謊言（根島由佳吏）
- 捏造陷阱 -NTR-（武田[10]）
- 跳水男孩（大廣陵）
- 咕嚕咕嚕魔法陣（薇薇安）
- 歡迎來到實力至上主義的教室（平田洋介）[11]
- 悠久持有者：魔法老師！ 第2部（超星仔）
- 黑色五葉草（賽凱·布隆薩薩）
- 戰刻夜血（竹中半兵衛）

2018年
- 續 刀劍亂舞－花丸－（獅子王）
- OVERLORD II（克萊姆）
- 新幹線戰士（清洲龍司、清洲筑摩）
- 霸穹 封神演義（王魔）
- 博多豚骨拉麵團（原田祐介）
- 冷然之天秤（星川翡翠[12]）
- DEVILSLINE 惡魔戰線（牛尾直也）
- 惡魔高校D×D HERO（瓦利·路西法）
- 最終休止符 -無止境的螺旋物語-（尼祿）
- 輕羽飛揚（西園寺彰文）
- OVERLORD III（克萊姆）
- 刀劍神域 Alicization（金本敦／強尼·布萊克）
- 尤利西斯 貞德與鍊金騎士 (蒙莫朗西)
- 梅露可物語 -無精打采的少年與瓶中少女-（司迪特）
- 鋼彈創鬥者 潛網大戰（夏赫亞）

2019年
- 飛翔吧！戰機少女（鳴谷慧[13]）
- 我們真的學不來！（唯我成幸[14]）
- 進擊的巨人 Season 3（馬可·博特）
- 偶像夢幻祭（七種茨[15]）
- 科學一方通行（菱形幹比古[16]）
- 入間同學入魔了！（亞米·奇里歐）
- 實況主的逃脫遊戲【直播中】（驅堂健也）
- 我們真的學不來！第2期（唯我成幸）
- 鑽石王牌 actII（澤村榮純）

2020年
- Healin' Good ♥ 光之美少女（平光陽太、紅龍）
- 排球少年！！TO THE TOP （赤葦京治）
- 異種族風俗娘評鑑指南（男夢魔領主）
- 食戟之靈 豪之皿（岳樺拳）
- 富豪刑事 Balance:UNLIMITED（藝人）
- 文豪與鍊金術師 〜審判的齒輪〜（室生犀星[17]）
- 格萊普尼爾（直人）
- 魔王學院的不適任者～史上最強的魔王始祖，轉生就讀子孫們的學校～（加隆）
- 遊戲王SEVENS（洗井新太）
- 小碧藍幻想！（帕西瓦爾）
- 進擊的巨人 The Final Season（馬可·博特）

2021年
- 只有我能進入的隱藏迷宮（諾爾·史塔吉亞）
- 天地創造設計部（橫田）
- 轉生成蜘蛛又怎樣！（魔族軍「第八軍軍團長」拉斯／笹島京也）
- SHOW BY ROCK!!STARS!!（海）
- 怪病醫拉姆尼（火楯）
- 再見了，我的克拉默（竹井薰）
- Fairy蘭丸（一郎）
- 東京復仇者（橘直人）
- 刮掉鬍子的我與撿到的女高中生（矢口恭彌）
- 卡片戰鬥!! 先導者 overDress（大倉タカミ）
- 新幹線戰士Z（清洲龍司）
- 入間同學入魔了！ 第2期（亞米·奇里歐）
- 暗夜第六感 2041（相川俊彥）
- 海賊王女（楓）
- 哆啦A夢（多田將暉）
- 艾梅洛閣下II世事件簿 -魔眼蒐集列車 Grace note- 特別篇（霍斯·歐斯）

2022年
- 鬼滅之刃 遊郭篇（上弦之陸-妓夫太郎）
- 白領羽球部（佐伯橙也[18]）
- 歡迎來到實力至上主義的教室 2nd Season（平田洋介[19]）
- 契約之吻（蜂須賀米海爾[20]）
- OVERLORD IV（克萊姆）
- 打工吧!!魔王大人（真奧貞夫〈魔王撒旦〉）
- 闇影詩章F（邪星辽雅、戴莫尼亞）
- 遊戲王GO RUSH（洗井リーガル）
- 忍之一時（櫻羽一時[21]）
- 戀愛Flops（柏樹朝[22]）
- 呆萌酷男孩（先輩A）

2023年
- 魔王學院的不適任者～史上最強的魔王始祖，轉生就讀子孫們的學校～II（加隆）
- 東京復仇者 聖夜決戰篇（橘直人、橘正人）
- 淪落者之夜（斯諾[23]）
- 傲嬌反派千金莉潔洛特與實況主遠藤同學及解說員小林同學（亞爾圖·利希塔[24]）
- 入間同學入魔了！ 第3期（亞米·奇里歐）
- 冒險大陸 阿尼亞王國（エディ）
- Opus.COLORs 色彩高校星（多岐瀨響[25]）
- 轉生貴族的異世界冒險錄～不知自重的眾神使徒～（優也）
- AI電子基因（豐田英）
- 卡片戰鬥!! 先導者 will+Dress（大倉タカミ）
- 無職轉生II～到了異世界就拿出真本事～（克里夫·格利摩爾[26]）
- 聖女魔力無所不能II（奧斯卡·敦克爾[27]）
- 暴食狂戰士（斐特·古勒法托[28]）
- 東京復仇者 天竺篇（橘直人）
- MF GHOST 燃油車鬥魂（澤渡光輝[29]）

2024年
- 歡迎來到實力至上主義的教室 3rd Season（平田洋介[30]）
- 指尖相觸，戀戀不捨（波岐京彌[31]）
- 魔女與野獸（約翰[32]）
- 被稱為廢物的原英雄，被家裡流放後隨心所欲地活下去（布雷特[33]）
- 刀劍亂舞 廻 -虛傳 燃燒的本能寺-（獅子王[34]）
- 花野井同學與戀愛病（倉田圭悟[35]）
- 戰隊大失格（來栖大和[36]）
- 敗北女角太多了！（袴田草介、勇樹〈BL廣播劇中的攻方〉）
- 監禁區域Level X（室坂修平[37]）
- 成為名留歷史的壞女人吧（威廉斯·亞爾伯特[38]）
- 魔法光源股份有限公司（翠川[39]）
- MF GHOST 燃油車鬥魂 第2期（澤渡光輝[40]）
- 妖怪學校的菜鳥老師！（安倍晴明[41]）
- 神劍闖江湖－明治劍客浪漫譚－ 京都動亂（刈羽蝙也[42]）

2025年
- 想星的亞庫艾里翁 Myth of Emotions（少名[43]）
- WIND BREAKER—防風少年—（椿野佑[44]）
- 鄉下大叔成為劍聖（修卜爾[45]）
- 星辰光輝更勝太陽（井澤優心[46]）

2026年
- 鑽石王牌 actII Second Season（澤村榮純[47]）
- 東京復仇者 三天戰爭篇（橘直人[48]）

### OVA
2012年
- 一發必中!! Devander（日语：一発必中!! デバンダー）（電腦）
- 鋼鐵的魔女安傑羅潔 01 魔女的隨從：Witchslave（日语：鋼鉄の魔女アンネローゼ）（橘陸郎）
- 傲嬌淫亂少女優 ①（唯）
- 傲嬌淫亂少女優 ②（唯）

2013年
- 鄰座的怪同學 鄰座的極道同學（佐佐次郎）※漫畫12卷附贈DVD特裝版
- 人魚又上鉤（大橋）※漫畫第9集附DVD特裝版

2014年
- 進擊的巨人（馬可·博特）

2015年
- 噬血狂襲 女武神的王國篇（矢瀨基樹）

2016年
- 赤髮白雪姬（千）
- 排球少年！！「VS不及格」（赤葦京治）
- 噬血狂襲Ⅱ（矢瀨基樹）

2018年
- 噬血狂襲III（矢瀨基樹[49]）

2019年
- 我們真的學不來！（唯我成幸）※漫畫14卷動畫BD同梱版

2020年
- 排球少年！！「陸VS空」（赤葦京治）
- 噬血狂襲IV（矢瀨基樹）
- 我們真的學不來！（唯我成幸）※漫畫16卷動畫BD同梱版

2022年
- 無職轉生～到了異世界就拿出真本事～「艾莉絲的哥布林討伐」（克里夫·格利摩爾[50]）
- 噬血狂襲FINAL（矢瀨基樹）

### 劇場版動畫
2013年
- Code Geass 亡國的AKITO 第2章「撕裂的翼龍」（魯涅·羅蘭）

2015年
- 劇場版 銀河騎士傳（谷風長道）
- UFO學園的秘密（天城零）
- 亞人 -衝動-（中島啟介）

2017年
- 精灵宝可梦剧场版：就决定是你了！（克洛斯）

2019年
- 劇場版新幹線戰士：來自未來的神速ALFA-X（清洲龍司）

2021年
- 電影 再見了，我的克拉默 First Touch（竹井薰）
- 銀河騎士傳 織愛之星（谷風長道）

2024年
- Code Geass 奪還的Roze（希斯·洛特[51]）

### 網路動畫
2016年
- 寶可夢世代（小银）

2017年
- 梦王国与沉睡的100王子 短篇动画（艾德蒙德）

2021年
- 實況野球 威力高中篇（星井昴）

2024年
- GIRLS' FIST!!!! GT[52]

### 數位漫畫
2010年
- （芹沢一 / GANGAN ONLINE）

2012年
- （赤松啓介 / BeeTV）
- （佐藤咲 / BeeTV）
- 血界戰線（雷歐納魯德·渥奇 / VOMIC）

2018年
- （北見時雨 / dTV）

### 遊戲
2010年
- 無頭騎士異聞錄 DuRaRaRa!! 3way standoff（同學、男學生）

2011年
- （秘書鈴木）
- 魔界戰記4（プリニーたち他）
- （男主角）

2012年
- 學☆王 -THE ROYAL SEVEN STARS-（艾爾肯伯特·羅恩修達因）
- 源狼 〜GENROH〜（平敦盛）
- 戀色婚姻（蜂須賀友矢）
- 請認真的和我戀愛！S

2013年
- AKIBA'S TRIP2（主角）
- 此劍即君（鈴懸）
- （島津翔太）
- 夢王國與沉睡中的100位王子殿下（艾德蒙）

2014年
- 碧藍幻想（炎帝パーシヴァル）

2015年
- 時間復興（恭吾·凪）
- 刀劍亂舞-Online-（獅子王）
- 夢色キャスト（朝日奈響也）

2016年
- 為了誰的鍊金術師（艾得加）
- 白貓Project（狄恩）
- 文豪與鍊金術師（室生犀星）

2017年
- 在茜色的世界與君詠唱（齋藤一）
- 偶像夢幻祭（七種茨）
- 夢間集（孤劍）

2018年
- 甲鐵城的卡巴內利 -亂- 起始的軌跡（巢刈）
- 進擊的巨人2（馬可·博特）
- 問答RPG 魔法使與黑貓維茲（シリス・アロキア）
- CLOSERS封印者（李世河）
- On Air（辺見宙）
- 第五人格（弗雷迪・萊利）

2019年
- 寶可夢大師（青綠）

2020年
- 聖劍傳說 3 TRIALS of MANA（凱文）
- 原神 （班尼特）
- 物語葉的處方藥（麻次利）
- 魔法禁书目录 幻想收束（佐藤和真）
- 食物語（乾燒蝦仁）

2021年
- 戰國無雙5（德川家康）

2022年
- 明日方舟（黑鍵）
- 怪物彈珠（聖德太子）

2023年
- 魔法禁书目录 幻想收束（菱形干比古）
- 碧藍幻想 Versus -RISING-（珀西瓦尔）

2024年
- 碧藍幻想Relink（珀西瓦尔）

### 網路電視
- （音泉Channel：2012年8月10日 - 31日）

### CD

#### 廣播劇CD
- 愛されすぎて××されちゃうCD シリーズ（後藤龍一）
  - 愛されすぎて××されちゃうCD 執着カレシ
  - 愛されすぎて××されちゃうCD 溺愛カレシ
- 日日蝶蝶廣播劇CD 「相遇篇」「文化季篇」 （川澄）
- 為美好的世界獻上祝福！（佐藤和真）
- 科學化學症候群（駒場遙希）

#### 廣播、朗讀CD
- Vol.1 - 2

## 註解
1. ↑  . こえぽた.   [2013-02-01]. （原始内容存档于2016-12-21）.
2. ↑  . 逢坂市立花江学園〜Radio. 文化放送.   [2014-03-01]. （原始内容存档于2016-03-04）.
3. ↑  .   [2012-10-07]. （原始内容存档于2018-05-22）.
4. ↑  . 日經BP. 2013-09-04: 102-103. ISBN 978-4-8222-7576-1.
5. ↑  . 法米通.com.   [2012-08-21]. （原始内容存档于2020-01-02）.
6. ↑  . 聲優獎執行委員會.   [2016年8月7日]. （原始内容存档于2016年9月19日） （日语）.
7. ↑   (創刊號). T-INFINITY ENTERTAINMENT: 15-17. 2012-01-28.
8. ↑  沼倉愛美. . 株式会社アーツビジョン. 2019-10-23  [2019-10-23]. （原始内容存档于2019-10-23）.
9. ↑  . 漫畫Natalie. 2017-02-15  [2017-02-15]. （原始内容存档于2017-02-15） （日语）.
10. ↑  . animate Times (アニメイト). 2016-11-15  [2016-11-15]. （原始内容存档于2019-05-09）.
11. ↑  . animate Times. 2017年5月15日  [2017年6月10日]. （原始内容存档于2017年10月24日） （日语）.
12. ↑  .   [2017-09-03]. （原始内容存档于2017-09-08）.
13. ↑  .   [2018-08-09]. （原始内容存档于2018-08-09）.
14. ↑  .   [2018-11-25]. （原始内容存档于2021-03-01）.
15. ↑  . 電視動畫「偶像夢幻祭」官方網站.   [2018-05-05]. （原始内容存档于2018-05-05）.
16. ↑  . 電視動畫「科學一方通行」官方網站.   [2019-05-26]. （原始内容存档于2019-06-25）.
17. ↑  . 電視動畫「文豪與鍊金術師 〜審判的齒輪〜」官方網站.   [2020-02-07]. （原始内容存档于2020-10-28）.
18. ↑  . Natalie.mu. 2021-10-21  [2024-09-30]. （原始内容存档于2023-09-13） （日语）.
19. ↑  . Comic Natalie. 2022-03-06  [2022-03-06]. （原始内容存档于2022-03-15） （日语）.
20. ↑  . MANTANWEB. 2022-06-04  [2022-06-04]. （原始内容存档于2022-06-05） （日语）.
21. ↑  . Comic Natalie. 2022-05-22  [2022-05-22]. （原始内容存档于2022-05-27） （日语）.
22. ↑  . Comic Natalie. 2022-03-25  [2022-03-25]. （原始内容存档于2022-03-25） （日语）.
23. ↑  . Comic Natalie. 2022-08-07  [2022-08-07]. （原始内容存档于2022-08-18） （日语）.
24. ↑  . Comic Natalie. 2022-11-18  [2022-11-18]. （原始内容存档于2022-11-18） （日语）.
25. ↑  . Comic Natalie. 2022-12-01  [2022-12-01]. （原始内容存档于2022-12-01） （日语）.
26. ↑  . MANTANWEB. 2023-08-02  [2023-08-02]. （原始内容存档于2023-08-03） （日语）.
27. ↑  . Comic Natalie. 2023-09-06  [2023-09-06]. （原始内容存档于2023-09-12） （日语）.
28. ↑  . Comic Natalie. 2023-03-16  [2023-03-16]. （原始内容存档于2023-03-16） （日语）.
29. ↑  . Comic Natalie. 2023-01-04  [2023-01-04]. （原始内容存档于2023-01-04） （日语）.
30. ↑  . Comic Natalie. 2023-10-25  [2023-10-25] （日语）.
31. ↑  . Comic Natalie. 2023-10-20  [2023-10-20]. （原始内容存档于2023-11-23） （日语）.
32. ↑  . Comic Natalie. 2023-11-20  [2023-11-20]. （原始内容存档于2023-11-28） （日语）.
33. ↑  . Comic Natalie. 2024-02-21  [2024-02-21]. （原始内容存档于2024-02-22） （日语）.
34. ↑  . Comic Natalie. 2024-02-12  [2024-02-12]. （原始内容存档于2024-02-13） （日语）.
35. ↑  . Comic Natalie. 2024-01-23  [2024-01-23]. （原始内容存档于2024-01-23） （日语）.
36. ↑  . Comic Natalie. 2024-02-13  [2024-02-13]. （原始内容存档于2024-02-13） （日语）.
37. ↑  . Comic Natalie. 2024-08-07  [2024-08-07]. （原始内容存档于2024-08-27） （日语）.
38. ↑  @rekiaku.  (推文). 2024-07-01  [2024-07-01] –Twitter （日语）.
39. ↑  . Comic Natalie. 2023-12-17  [2023-12-17]. （原始内容存档于2023-12-18） （日语）.
40. ↑  . Comic Natalie. 2024-08-09  [2024-08-09]. （原始内容存档于2024-08-11） （日语）.
41. ↑  . MANTANWEB. 2024-07-03  [2024-07-03]. （原始内容存档于2024-07-05） （日语）.
42. ↑  . Comic Natalie. 2024-12-21  [2024-12-21] （日语）.
43. ↑  . Comic Natalie. 2024-12-19  [2024-12-19] （日语）.
44. ↑  . Comic Natalie. 2024-10-13  [2024-10-13] （日语）.
45. ↑  . Comic Natalie. 2025-02-26  [2025-02-26] （日语）.
46. ↑  . Comic Natalie. 2025-08-08  [2025-08-08] （日语）.
47. ↑  . Comic Natalie. 2025-05-15  [2025-05-15] （日语）.
48. ↑  . Comic Natalie. 2025-06-22  [2025-06-22] （日语）.
49. ↑  . OVA「噬血狂襲III」公式官網.   [2018-10-07]. （原始内容存档于2018-10-07） （日语）.
50. ↑  . Comic Natalie. 2022-03-02  [2022-03-02]. （原始内容存档于2022-03-22） （日语）.
51. ↑  . Comic Natalie. 2024-03-23  [2024-03-23]. （原始内容存档于2024-04-12） （日语）.
52. ↑  . PR Times. 2024-05-22  [2024-05-22]. （原始内容存档于2024-05-23） （日语）.

## 外部連結
- （日語） 事務所簡介 （页面存档备份，存于）
- （日語） 003：逢坂 良太 | つばさBlog
- （日語） 逢坂良太プレイ日記 「ブラウザ戦国BASARA」天下統一への道 （页面存档备份，存于）